# Лорд Дуглас
Лорд Дуглас (англ. Lord of Douglas) — титул в средневековом Шотландском королевстве, который с конца XII века носили представители рода Дугласов. 

## История
История титула неразрывно связано с шотландским родом Дугласов. Точное его происхождение неизвестно. В настоящее время считается, что род имеет фламандское происхождение. Возможно, предки Дугласов поселились в известном во время правления Малькольма IV (1153—1165 годы) фламандском поселении в верховьях реки Клайд. Первым достоверно известным лордом Дугласом был Уильям I, который был братом (или, по другой версии, шурином) Фрескина из Кердейла, землевладельца в Морее. Не позднее 1177 года он получил владения в долине реки Дуглас Уотер. Поскольку семейная традиция связывает родоначальника Дугласов с восстанием Дональда Бана, то, вероятно, Уильям был одним из вассалов лорда Галлоуэя и сопровождал его в походе против Дональда Бана. Нет документальных свидетельств, которые подтверждают активное участие Уильяма в подавлении восстания, но после 1187 года Дугласы появляются в поле зрения источников.
Дугласы играли заметную роль во время войн за независимость Шотландии. В 1358 году Уильям Дуглас, 8-й лорд Дуглас, получил титул графа Дугласа. После гибели в 1388 году Джеймса Дугласа, 2-го графа Дугласа, титул перешёл к Арчибальд «Свирепый» Дуглас, незаконнорождённому сыну Джеймса Чёрного Дугласа, 5-го лорда Дугласа, родоначальника ветви «Чёрных Дугласов». Его потомки носили титул графа и лорда Дугласа до 1455 года, когда из-за мятежа против короля Якова II владения и титулы Джеймса Дугласа, 9-го графа Дугласа были кофискованы. 
Позже король передал большую часть владений графов Дуглас Джорджу Дугласу, 4-му графу Ангусу, главе рода «Рыжих Дугласов», родоначальником которой был Джордж Дуглас, 1-й граф Ангус, незаконнорождённый сын 2-го графа Дугласа. А в 1475/1476 году титул лорда Дугласа был воссоздан для его сына, Арчибальда Дугласа, 5-го графа Ангуса.

## Лорды Дуглас
Дугласы
- ? — около 1213/1214: Уильям I (умер около 1213[5][6]/1214[1]), лэрд Дуглас, затем лорд Дуглас
- около 1213/1214 — 1238/1239: Арчибальд I (умер в 1238/1239), лорд Дуглас с около 1213/1214 года, сын предыдущего[1][5][7].
- 1238/1239 — 1274: Уильям II Длинноногий (умер до 20 октября 1274), лорд Дуглас с 1238/1239, сын предыдущего[1][5][8].
- 1274 — 1298: Уильям III Смелый (умер 9 ноября 1298), лорд Дуглас с 1274 года, сын предыдущего[1][5][9].
- 1298 — 1330: Джеймс Чёрный Дуглас (ок. 1286 — 25 августа 1330), лорд Дуглас с 1298 года, сын предыдущего[5][10].
- 1330 — 1333: Уильям IV (ум. 19 июля 1333), лорд Дуглас с 1330 года, сын предыдущего[5]
- 1333 — 1342:  Хьюго Унылый (ок. 1294 — ок. 1347), лорд Дуглас, сын Уильяма III Смелого[5]
  - 1330-е — 1346: сэр Уильям Дуглас из Лотиана (около 1300 — 1353), лорд Лиддесдейл с 1342 года, фактически управлявший землями Дугласов до 1346 года, потомок Эндрю Дугласа, младшего сына Арчибальда I[1][11].
- 1342 — 1384: Уильям Дуглас (около 1327 — 1384), лорд Лиддесдейл в 1333—1342 и 1353 — 1370-х годах, лорд Дуглас с 1342 года, 1-й граф Дуглас с 1358 года, граф Мар с 1377 года, племянник предыдущего, сын Арчибальда Дугласа, лорда Лиддесдейла[5][12].
- 1384 — 1388: Джеймс Дуглас (около 1358 — 1388), лорд Лиддесдейл с конца 1370-х годов, 2-й граф Дуглас, граф Мар и лорд Дуглас с 1384 года, сын предыдущего[5][13].

Чёрные Дугласы
- 1389 — 1400: Арчибальд «Свирепый» Дуглас (около 1320 — 1400), лорд Голлуэй с 1369 года, 3-й граф Дуглас и лорд Дуглас с 1389 года, Лиддесдейл, Эксдейл и Эттрик-Фореста в 1389—1397 годах, незаконнорождённый сын Джеймса Чёрного Дугласа, 5-го лорда Дугласа[14].
- 1400—1424: Арчибальд Дуглас (около 1370 — 17 августа 1424), 4-й граф Дуглас с 1340 года, лорд Аннандейл с 1409 года, герцог Туреньский с 1424, сын предыдущего[15].
- 1424—1439: Арчибальд Дуглас (около 1390 — 26 июня 1439), 5-й граф Дуглас, лорд Аннандейл и титулярный герцог Туреньский с 1424 года, сын предыдущего[16].
- 1439—1440: Уильям Дуглас (1423 — 24 ноября 1440), 6-й граф Дуглас, лорд Аннандейл и титулярный герцог Туреньский с 1439 года, сын предыдущего[17].
- 1440—1443: Джеймс Дуглас (1371 — 24 марта 1443), 1-й граф Эвондейл с около 1437 года, 7-й граф Дуглас с 1440 года, сын Арчибальда Дугласа, 3-го графа Дугласа[18].
- 1443—1452: Уильям Дуглас (около 1425 — 22 февраля 1452), 8-й граф Дуглас и 2-й граф Эвондейл с 1443 года, лорд Галлоуэй (по праву жены) с 1444 года, сын предыдущего[19].
- 1452—1455: Джеймс Дуглас (после 1426—1491), 9-й граф Дуглас и 3-й граф Эвондейл в 1452—1455 годах, брат предыдущего[20].

С 1475/1476 года года титул лорда Дугласа носили графы Ангус.